# Prehranske vlaknine
Prehranske vlaknine spadajo med prebiotike. Tako kot vsi prebiotiki imajo tudi vlaknine bifidogeno aktivnost in niso hidrolizirane ali absorbirane v GIT. Vlaknine s svojimi pozitivnimi učinki izboljšajo zdravje organizma. Tako je vedno bolj popularno dodajanje vlaknin v prehrano. Na policah tako lahko najdemo funkcionalno hrano, kot so razni sokovi, mleko in jogurti z dodanimi vlakninami.

## Delitev

### Topne
Topne vlaknine so večinoma oligo in polisaharidi:
- Topna hemiceluloza
- Mucilageni
- Beta glukani: linearne verige glukoze (beta vezi (1-3; 1-4)
- Glukomanani: Heteropolisaharidi, ki vsebujejo glukozo in manozo
- Pektin: polisaharidi na osnovi galakturonske kisline in ramnoze
- Oligopolisaharidi
- Inulin: heteropolisaharid, ki ga sestavlja fruktoza
- FOS - produkt encimske hidrolize inulina

Viri: Večina sadja in zelenjave ter žita (arabinoksilani), ječmen in oves (beta glukani). Kot dobre viri topnih vlaknin se zadnje časa navaja tudi nekatere vrste gob in alg.
Prav tako topne vlaknine nastajajo pri bakterijski fermentaciji (pantani) oz. izvirajo iz alg (alginati).

### Netopne
Netopne vlaknine:
- Celuloza: homopolisaharid, ki ga sestavljajo enote glukoze (beta (1-4))
- Modificirana celuloza
- Hemiceluloa: heteropolisaharidi sestavljeni iz ksilanov, galaktanov, mananov...
- Lignini: polimeri fenilpropana
- Amido rezistentne

Viri: žita, sadje, zelenjava, riž, pšenica

## Fizikalno kemijske lastnosti

### WBC: Kapaciteta vezave vode
Količina vode, ki ostane v sistemu (vlaknini) potem ko je izpostavljena fizikalnemu stresu (npr. centrifugiranje).
Parameter na katerega vplivajo: pH, ionska moč, toplotna obdelava (kintetika in čas segrevanja), mikrostruktura gela

### WHC: Kapaciteta zadrževanja vode
Količina vode, ki jo sistem zadržuje v svoji strukturi, kadar NI izpostavljen fizikalnemu stresu.
Parameter je direktno povezan z vlažnostjo.

### Zmožnost adsorbcije in asorbcije organskega materiala
Gre za pojav asorbcije organskih molekul, kot so žolčne kisline, steroli, toksične spojine... Nekatere topne vlaknine so celo zmožne intrapolirati v svoj matriks gela substance, ki jih naše telo želi eliminirati.

### Kapciteta izmenjave ionov
Vlaknine se obnašajo kot šibki ionski izmenjevalci na osnovi smole, saj vsebujejo veliko prostih karboksilnih skupin, ki so prisotne v saharidnih enotah in polisaharidih, kjer so prisotne uronske kisline.

### Formacija gela
Topne vlaknine tvorijo viskozno strukturo podobno gelu, kadar so v stiku z vodo.

## Fiziološka aktivnost
Topne in netopne vlaknine se različno obnašajo v gastrointestinalnem traktu.

### Netopne vlaknine
Pri netopnih vlakninah gre za "biodinamični" efekt v GIT. Nabrekajo v odvisnosti od njihove kapacitete zadrževanja vode in so v zelo majhnem obsegu substrati intestinalne flore. Glavna značilnost netopnih vlaknin je, da delujejo kot t. i. balastne snovi, kar pomeni, da:
- povečajo maso fecesa
- povečajo hitrost intestinalnega tranzita in intraluminalni pritisk kolona
- zmanjšajo absorpcijo maščob in žolčnih kislin, saj se le te ujamejo v fibrozno mrežo
- zmanjšajo absorpcijo kancerogenih substanc: velik pomen pri preventivi raka na kolonu, naj bi imela prehrana bogata z netopnimi vlakninami

#### Lignin
Posebne lastnosti ima netopna vlaknina lignin. Ne samo, da ne gre za polisaharid (ima le karakteristike podobne polisaharidom), tudi njegova aktivnost/učinek v GIT je drugačen od ostalih netopnih vlaknin.
Ligninu lahko rečemo tudi fitoelement. Njegova struktura je sestavljena iz polifenilpropanola, ki se n krat ponavalja v strukturi. Lignin ima prav poseben efekt, ko govorimo o preventivi raka.
Intestinalna mikroflora transformira lignin v hormonsko podobne spojine (enterodiol in enterolaktron), ki imajo antriestrogene funkcije. Te spojine zmanjšajo tvorbe tumorjev, ki so direktno povezane s hormonskim neravnovesjem.

### Topne vlaknine
Odporne so na degradativne encime v tankem črevesu. Imajo pa vlogo pri zmanjšanju telesne teže, saj v GIT traktu tvorijo zelo viskozne raztopine, ki tako upočasnijo praznjenje GIT trakta in poleg tega dajejo občutek sitosti. Vlaknine, kot so beta glukani in glukomanani povečajo viskoznost med prebavljanjem, s tem zmanjšajo absorpcijo substanct, kot so žolčne kisline in glukoza. Vse to ima velik pomen pri treh glavnih aktivnostih topnih vlaknin:
- Hipoholesterolni učinek

Zmanjšajo nivoje holesterola in LDL, saj zmanjšajo količine žolčnih kislin v tankem črevesu (zmanjša se njihova reabsorpcija) kar privede do zmanjšanja njihove koncentracije v enterohepatičnem ciklu. Tako morajo jetra za sintezo novih žolčnih kislin uporabiti plazmatski LDL (LDL v plazmi se tako zmanjša).
- Fermentacija

Topne vlaknine v debelem črevesu delno metabolizira mikroflora. Torej se z vnosom topnih vlkanin poveča število  bifidobakterij in laktoznih bakterij (prebiotični učinek) na račun patogenih bakterij (torej zmanjšanje števila patogenih bakterij). Poveča se tudi produkcija maščobnih kislin s kratko verigo (propionska, butirna, valrianska kislina...). Nastanek teh kislin ima veliko pozitivnih učinkov:
Celice epitelija v črevesu jih hitro metabolizirajo in tako pridobijo energijo
delujejo preventivno pri nekaterih boleznih prebavil (rak na kolonu), saj butirična kislina, ki nastaja ščiti mukozo (zmanjša "turnover" mukoznih celice).
zmanjšajo intestinalni pH in s tem spodbujajo razvoj ugodne mikroflore
- Zmanjšanje postprandialne glukoze

zmanjša se pojav glikemičnih peakov
Izboljšanje glukozne tolerance je povezano z različnimi mehanizmi, vsi pa so povezani s povečanjem viskoznosti eksternega materiala v GIT. Glukozna toleranca se tako izboljša saj se upočasni praznenje GIT trakta, glukoza se ujame v viskozne raztopine, prav tako ogljikovi hidrati, ki so tako zaščiteni pred encimsko razgradnjo alfa amilaz.
- Izboljšanje razpoložljivosti mineralov (Mg, Ca, Cu, Zn)

Netopne vlaknine ujamejo v svoje strukture minerale, npr. Ca. Novejše študije so pokazale, da je zmožnost vlaknin, da kelirajo kovine povezana s pH vrednostmi v GIT (kelacija je večja, kadar je pH višji). Torej netopne vlaknine kelirajo kovine v najmanjši meri v želodcu (pH~2), potem pa se ta sposobnost kelacije veča tekom prebave (douodenum<ileum). Iz tega vidika bi tako bilo najbolje uživat Ca v takšni obliki, da bi bil razpoložljiv v želodcu, saj je takrat keliranje vlaknin najmanjše.
Ravno obratno pa je pri topnih vlakninah, ki izboljšajo biorazpoložljivost mineralov, kot so Ca, Mg in Fe. Pri topnih vlakninah namreč pride do fermentacije in nastanka maščobnih kislin s kratko verigo, ki znižajo pH v tankem črevesu ter tako povečajo absorpcijo Ca v debelem črevesu.
Pri normalni prehrani je tako: 
1/2 Ca eliminiranega s fecesom
1/2 Ca je absorbiranega
Pri prehrani bogati s topnimi vlakninami (10% prehrane predstavljajo vlaknine):
1/3 Ca se eliminira s fecesom
2/3 Ca se absorbira
V primerjavi z minerali, pa je zelo malo znanega o učinkih vlkanin na biorazpoložljivost vitaminov. Če sklepamo logično, bi rekli da če vlaknine fizično preprečijo absorpcijo lipidov, potem se prav tako zmanjša absorpcija vitaminov topnih v maščobah (A,D,E,K).
|                  | Topne vlaknine | Netopne vlaknine                               |
| zadrževanje vode | velika kapaciteta; osmozna aktivnost; poveča se tranzit materiala                                                                                           | velika kapaciteta; poveča se tranzit materiala |
| fermentacija     | popolna fermentacija v kolonu; ↑razvoj bifido bakterij in laktocitov; produkti fermentacije: maščobne kisline s kratko verigo + plini (oglj.dioksid, metan) | fermentacija v zelo majhnem obsegu             |
| izločanje        | ni eliminirana, saj je popolnoma metabolizirana v kolonu | skoraj popolnoma eliminirana s fecesom         |